# Malé Biele plesá
Malé Biele plesá, Biele Kežmarské plesá ( polsky Małe Białe Stawy, Białe Stawy německy Weisse Seen maďarsky Fehér-tavak je sedm drobných ples v SZ části seskupení Biele plesá. Nacházejí se v hlavní ose Doliny Bielych ples. Kromě Velkého Bieleho plesa, které leží na severovýchodním okraji skupiny, má samostatný název pouze pleso mezi Žeruchovým pramenem a Velkým Bílým plesem, na jih od něj – Trojrohé pleso. Ostatních sedm drobných ples je soustředěno v severozápadní části seskupení. 
Plesa jsou v nadmořské výšce 1650–1700 m n. m.  K plesům nevedou turistické stezky. Lze je vidět z Předního Kopského sedla.

## Název
Mají společný název Malé Biele plesá. Celé seskupení je však pojmenované Biele plesá. Název převzali od Bieleho potoka, který z nich vytéká a po spojení se Zeleným potokem vytváří Kežmarskú Bielu vodu 

## Galerie

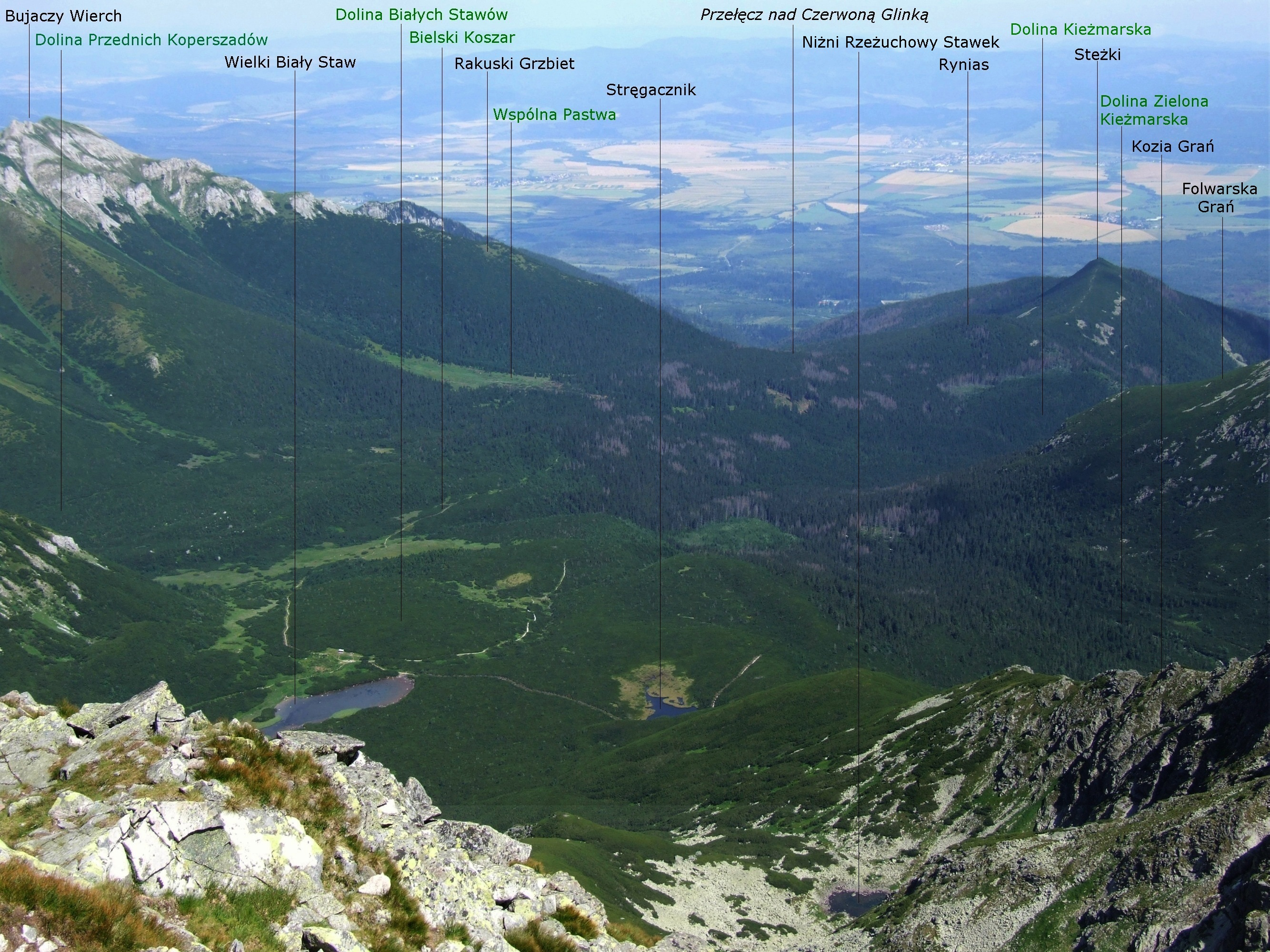
Dolina Bielych plies
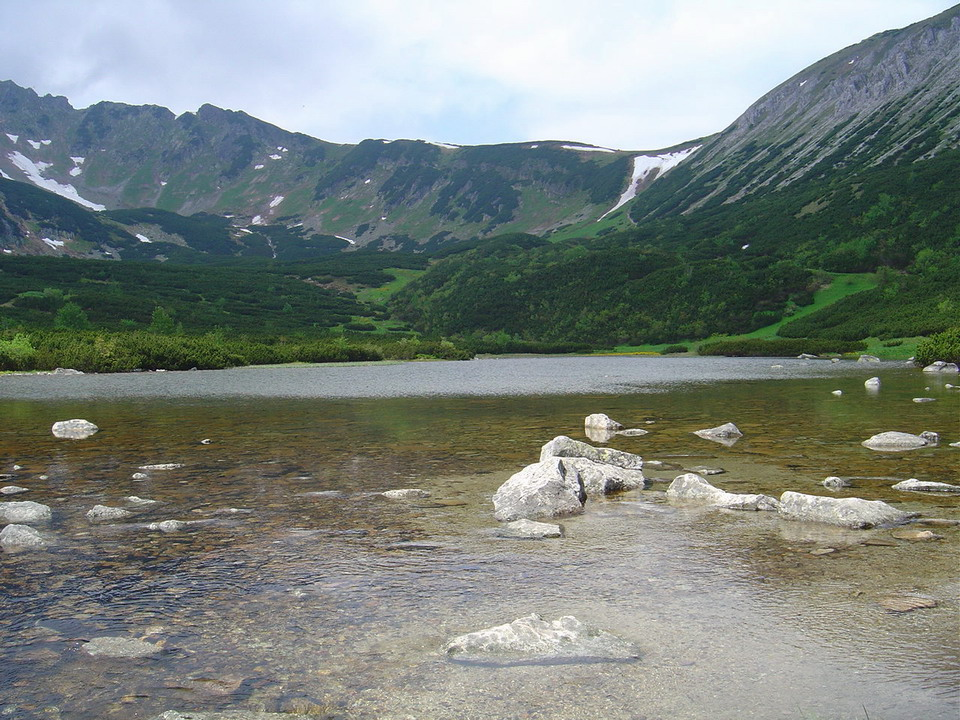
Přední Kopské sedlo od Velkého Bílého plesa